# Benjamin Girth
Benjamin Girth (Magdeburgo, 31 gennaio 1992) è un calciatore tedesco, attaccante del Kickers Würzburg.

## Carriera
Cresciuto nel settore giovanile del RB Lipsia, ha trascorso la prima parte della carriera dividendosi tra la 3. Liga e la Regionalliga con le maglie di Plauen, Hessen Kassel e Meppen. Nel 2018 viene acquistato dall'Holstein Kiel, con cui ha esordito in Zweite Bundesliga il 3 settembre, disputando l'incontro vinto per 2-1 contro il Magdeburgo. Nel gennaio 2019 passa in prestito all'Osnabrück, con cui al termine della stagione vince anche il campionato di terza divisione. Nel 2021 viene acquistato a titolo definitivo dall'Eintracht Braunschweig, sempre in terza divisione.

## Statistiche

### Presenze e reti nei club
Statistiche aggiornate al 31 marzo 2024.
| Stagione             | Squadra                | Campionato           | Campionato | Campionato | Coppe nazionali | Coppe nazionali | Coppe nazionali | Coppe continentali | Coppe continentali | Coppe continentali | Altre coppe | Altre coppe | Altre coppe | Totale | Totale |
| Stagione             | Squadra                | Comp                 | Pres       | Reti       | Comp            | Pres            | Reti            | Comp               | Pres               | Reti               | Comp        | Pres        | Reti        | Pres   | Reti   |
| -------------------- | ---------------------- | -------------------- | ---------- | ---------- | --------------- | --------------- | --------------- | ------------------ | ------------------ | ------------------ | ----------- | ----------- | ----------- | ------ | ------ |
| 2011-2012            | RB Lipsia II           | SL                   | 7          | 1          | -               | -               | -               | -                  | -                  | -                  |             | -           | -           | 7      | 1      |
| 2013-2014            | Plauen                 | RL                   | 25         | 15         | -               | -               | -               | -                  | -                  | -                  |             | -           | -           | 25     | 15     |
| 2014-2015            | Hessen Kassel          | RL                   | 33         | 11         | HP              | 3               | 1               |                    | -                  | -                  |             | -           | -           | 36     | 12     |
| 2015-2016            | Hessen Kassel          | RL                   | 25         | 4          | CG+HP           | 0+3             | 0+1             |                    | -                  | -                  |             | -           | -           | 28     | 5      |
| Totale Hessen Kassel | Totale Hessen Kassel   | Totale Hessen Kassel | 58         | 14         |                 | 6               | 2               |                    | -                  | -                  |             | -           | -           | 64     | 16     |
| 2016-2017            | Meppen                 | RL                   | 28         | 20         | NSP             | 2               | 0               |                    | -                  | -                  |             | -           | -           | 30     | 20     |
| 2017-2018            | Meppen                 | 3L                   | 36         | 19         | NSP             | 1               | 0               |                    | -                  | -                  |             | -           | -           | 37     | 19     |
| Totale Meppen        | Totale Meppen          | Totale Meppen        | 64         | 39         |                 | 3               | 0               |                    | -                  | -                  |             | -           | -           | 67     | 39     |
| 2018-gen. 2019       | Holstein Kiel          | 2L                   | 7          | 2          | CG              | 0               | 0               |                    | -                  | -                  |             | -           | -           | 7      | 2      |
| gen.-giu. 2019       | Osnabrück              | 3L                   | 16         | 9          | NSP             | 0               | 0               |                    | -                  | -                  |             | -           | -           | 16     | 9      |
| 2019-2020            | Osnabrück              | 2L                   | 18         | 2          | CG              | 1               | 0               |                    | -                  | -                  |             | -           | -           | 19     | 2      |
| Totale Osnabrück     | Totale Osnabrück       | Totale Osnabrück     | 34         | 11         |                 | 1               | 0               |                    | -                  | -                  |             | -           | -           | 35     | 11     |
| 2020-2021            | Holstein Kiel          | 2L                   | 17+2       | 0          | CG              | 1               | 0               |                    | -                  | -                  |             | -           | -           | 20     | 0      |
| Totale Holstein Kiel | Totale Holstein Kiel   | Totale Holstein Kiel | 24+2       | 2+0        |                 | 1               | 0               |                    | -                  | -                  |             | -           | -           | 27     | 2      |
| 2021-2022            | Eintracht Braunschweig | 3L                   | 22         | 3          | CG              | 0               | 0               |                    | -                  | -                  |             | -           | -           | 22     | 3      |
| ago. 2022            | Eintracht Braunschweig | 2L                   | 0          | 0          | CG              | 0               | 0               |                    | -                  | -                  |             | -           | -           | 0      | 0      |
| ago. 2022-2023       | Duisburg               | 3L                   | 19         | 5          | NHP             | 1               | 2               |                    | -                  | -                  |             | -           | -           | 20     | 7      |
| 2023-2024            | Duisburg               | 3L                   | 13         | 0          | NHP             | 2               | 0               |                    | -                  | -                  |             | -           | -           | 15     | 0      |
| Totale Duisburg      | Totale Duisburg        | Totale Duisburg      | 32         | 5          |                 | 3               | 2               |                    | -                  | -                  |             | -           | -           | 35     | 7      |
| Totale carriera      | Totale carriera        | Totale carriera      | 269        | 91         |                 | 14              | 4               |                    | -                  | -                  |             | -           | -           | 282    | 95     |

## Palmarès

### Club

#### Competizioni regionali
- Hessenpokal: 1

Hessen Lassel: 2014-2015

#### Competizioni nazionali
- Fußball-Regionalliga: 1

Meppen: 2016-2017 (girone Nord)
- 3. Liga: 1

Osnabrück: 2018-2019

### Individuale
- Capocannoniere di Fußball-Regionalliga (Girone Nord): 1

2016-2017 (20 gol)